# Al diablo con el diablo
Bedazzled (traducida como Al diablo con el diablo en español) es una película estadounidense de comedia estrenada el 20 de octubre de 2000. Se trata de un remake de la película homónima de 1967 escrita por Peter Cook. Dirigida por Harold Ramis y protagonizada por Elizabeth Hurley y Brendan Fraser.

## Trama
Una especie de programa de computadora diseñada para saber qué tan pura o corrupta es un alma y sus rasgos más distintivos (programa que aparentemente es propiedad del Diablo) examina distintos puntos del planeta antes de centrarse en San Francisco (California) y, tras un análisis de personalidad de varias personas se centra en Elliot Richards (Brendan Fraser), un joven que trabaja extenuantes jornadas laborales en un centro de llamadas donde sufre las burlas de sus colegas y no tiene amigos verdaderos. Está enamorado de su compañera Alison Gardner (Frances O'Connor), pero teme confesárselo. Mientras Elliot está en un bar pensando hablarle a Alison murmura que daría lo que fuera por tenerla, el Diablo que en esta película tiene apariencia femenina, interpretado por Elizabeth Hurley,  escucha su deseo y le propone a Elliot un contrato: Su alma a cambio de siete deseos.
Elliot firma el contrato; sin embargo hay inconvenientes en cada uno de sus deseos:
- Para su primer deseo (como prueba, ya que no creía que fuera a suceder) pide una hamburguesa Big Mac de McDonald's y una Coca-Cola. El Diablo lo lleva a McDonald's y ordena lo que pidió. Elliot tuvo que pagar (pues no deseó que fuera gratis y «no existe tal cosa como un almuerzo gratis»).
- Desea ser rico, poderoso y estar casado con Alison. El Diablo lo convierte en un traficante colombiano de cocaína. Sin embargo su esposa le es infiel con un profesor de idiomas, sus hombres lo traicionan y Elliot va a ser asesinado por una banda rival.
- Desea ser el hombre emocionalmente más sensible del mundo y que Alison lo ame; El Diablo lo hace un adolescente tan sensible que pasa casi todo el tiempo llorando. Su novia Alison decide fugarse con un hombre rudo, el cual desafía a Elliot.
- Desea ser un deportista reconocido.EL diablo lo convierte en un altísimo jugador de baloncesto pero con bajo cociente de inteligencia y torpe lenguaje. Una Alison reportera al entrevistarlo se decepciona al ver su pequeño pene.
- Desea ser intelectual, guapo y elegante. El Diablo lo convierte en un famoso escritor. Elliot lleva a Alison a su residencia para tener relaciones sexuales, para descubrir que es gay al hallar a su amante masculino en la cama.
- Desea ser Presidente de los Estados Unidos. El Diablo lo convierte en Abraham Lincoln en la noche de su asesinato.

Después de renunciar a cada deseo marcando 666 en un pager, Elliot se topa con el Diablo haciendo de las suyos: poniendo multas a autos bien estacionados, dando dulces en vez de medicamentos a los enfermos y malencaminando estudiantes en una escuela.
Después del deseo del "presidente", él piensa en sus próximos dos deseos, pero el Diablo le recuerda que sólo le falta uno al descontar el "de la hamburguesa", lo cual lo inconforma.
Intenta buscar ayuda en una iglesia, pero el párroco lo tilda de demente y hace que lo arresten (El Diablo es uno de los policías). Al llegar a la celda se topa con un afroamericano que le dice que no puede vender su alma al Diablo ya que ésta le pertenece a Dios, aunque el Diablo intentará confundirlo. Elliot, dándose cuenta de que su compañero de celda es más de lo que parece, pero sin estar muy seguro de quien es, le pregunta su identidad, a lo que el otro hombre ríe y le dice "solo soy un buen amigo".
Elliot al salir le pide al Diablo cancelar el contrato, cosa que el rechaza y lo lleva al infierno para obligarlo a decidirse. Finalmente Elliot desea que Alison sea feliz, lo cual cancela el contrato, pues este deseo no lo beneficia a él al no actuar en forma egoísta.
Elliot despierta en unas escalinatas y se encuentra con la diablo como abogada y le explica que su contrato fue cancelado. Antes de que el Diablo parta esta reconoce que en realidad le cae bien Elliot (aunque le amenaza para que no lo repita) y le recuerda que el cielo y el infierno están en la tierra y cada quien decide lo que quiere.
Elliot, ya decidido, le habla a Alison y le pregunta si querría salir con él, pero ella le dice que ya tiene novio. Él se lo toma con filosofía y la felicita. Los compañeros de Elliot intentan burlarse de él otra vez, pero él solo agarra una de las solapas y lo amenaza, por lo que nunca vuelven a meterse con él. Elliot llega a su casa y se encuentra con una nueva vecina, Nicole De La Russo (también interpretada por Frances O'Connor), con la que inicia una amistad y luego una relación ya que ambos tienen muchos gustos en común y compaginan bien. En la última escena se ve cómo Elliot y Nicole caminan tomados de la mano en un muelle; el Diablo, que juega ajedrez con un hombre misterioso, los reconoce y los señala a su rival de ajedrez, que resulta al excompañero de celda de Elliot, dando a entender que este hombre es Dios. Dios los mira de forma aprobatoria y el Diablo aprovecha la distracción de Dios para hacer trampa en el juego; sin embargo Dios la atrapa haciendo trampa, pero la deja terminar sus movimientos tramposos mientras ambos se ríen. La última escena muestra el último análisis del programa de la diablesa, mostrando que Elliot bebe del envase de leche y que Nicole acapara las mantas, rasgos que al parecer ninguno encuentra molesto en el otro día.

## Reparto
- Brendan Fraser - Elliot Richards/Jefe/Mary
- Elizabeth Hurley - El Diablo
- Frances O'Connor - Alison Gardner / Nicole De La Russo
- Gabriel Casseus - Detenido / Dios
- Orlando Jones - Daniel / Dan / Danny / Esteban / Beach Jock / Lamar Garrett / Dr. Ngegitigegitibaba
- Paul Adelstein - Bob / Roberto / Beach Jock / Bob Bob
- Toby Huss - Jerry / Alejandro / Beach Jock / Jerry Turner / Lance
- Miriam Shor - Carol / Anfitriona del penthouse
- Brian Doyle-Murray - Sacerdote
- Jeff Doucette - Sargento de guardia en la comisaría
- Aaron Lustig - Supervisor de Synedyne
- Rudolf Martin - Raoul
- Julian Firth - John Wilkes Booth

## Curiosidades
- En el deseo del "adolescente sensible", El Diablo paseaba a dos perros llamados "Peter" y "Dudley". Una referencia a Peter Cook y Dudley Moore, que protagonizaron la película original estrenada en 1967.
- En el deseo del "intelectual", se hace referencia a Juego de Pijamas, obra dirigida por Stanley Donen, el director de la versión original de la película.
- Cuando el Diablo borra la tarea del pizarrón en clase, lo primero que borra es la ecuación {\displaystyle x^{n}+y^{n}=z^{n}} donde n > 2. Esto es una referencia al Último Teorema de Fermat.
- Las distintas apariciones del Diablo (policía, animadora, enfermera, profesora y abogada) son consideradas como fantasías sexuales masculinas.
- Se eliminó la escena del deseo de "rockero" ya que hacía el film muy extenso y mantenía escenas muy fuera de tono para la comedia.
- Cuando aparece el Diablo como profesora, ésta le dice a Elliot: «Lo sé. He sido muy traviesa, ¿verdad? Tal vez sea adecuada una buena azotaina.» Elliot le responde: «¿Es eso todo en lo que piensas? ¿Crees que todo es sobre sexo?». Esto hace referencia a fantasías eróticas sobre disciplina inglesa.
- Cuando el Diablo le pide a Elliot que se apure con su deseo, le dice: "en 10 minutos tengo terremoto en Chile", hace referencia, por ser el país más sísmico del mundo, ya que ha sufrido muchos terremotos, uno de ellos el más grande de la historia.

## Banda sonora
- 01 - Just The One (I`ve been looking for), por Johnnie Taylor
- 02 - Stay Awhile, por Gary Schreiner
- 03 - The Name Game, por Lincoln Chase y Shirley Elliston
- 04 - My Family, por Banana Oil
- 05 - When I Get Around You, por Terry Radigan
- 06 - Wild Thing, por Tone Loc
- 07 - Tell Me Girlfriend, por Miklos Malek y Adam Balazs
- 08 - Frenazo, por Tony Philips
- 09 - Stop the Rock (Mint Royale Mix), por Apollo Four Forty
- 10 - Rust & Paprika, por Curt Sobel, David Barratt y Gary Schreiner
- 11 - Bem, Bem, Maria, por Gipsy Kings
- 12 - Mi Amor, por Javier Torres Mosley
- 13 - DJ Girl Around the World (Disco Mix), por Jon St. James y Kara Wethington
- 14 - Dolphin Song, por Brendan Fraser
- 15 - Virtual Beat Ritual, por Meeks
- 16 - (Don`t Wanna) Hear About Love, por Kati Mac, Curt Sobel y Garu Schreiner
- 17 - The Way She Was, por Dave Hansen
- 18 - Rock and Roll Part 2, por Gary Glitter
- 19 - Get Ready for This, por 2 Unlimited
- 20 - Twilight zone, por 2 Unlimited
- 21 - Bring Your Lovin, por Robert D. Hanna
- 22 - Two-Beat or Not Two-Beat, por Curt Sobel y Gary Schreiner
- 23 - Marching Through Georgia, por George Wilson
- 24 - Makambo, por Geoffrey Oryema
- 25 - Meena Devi (Goddess Mix), por Tulku
- 26 - Change Your Mind, por Sister Hazel, Ken Block, Jeff Beres, Andrew Copeland
- 27 - Strange Disease, por Prozzak

## Lanzamientos
| País                                                                          | Fecha de estreno                |
| ----------------------------------------------------------------------------- | ------------------------------- |
| Alemania                                                                      | Jueves 8 de febrero de 2001     |
| Argentina                                                                     | Jueves 9 de noviembre de 2000   |
| Australia                                                                     | Jueves 25 de enero de 2001      |
| Austria                                                                       | Viernes 19 de enero de 2001     |
| Bélgica                                                                       | Miércoles 31 de enero de 2001   |
| Belice · Costa Rica · El Salvador · Guatemala · Honduras · Nicaragua · Panamá | Jueves 2 de noviembre de 2000   |
| Bolivia                                                                       | Jueves 14 de diciembre de 2000  |
| Brasil                                                                        | Viernes 10 de noviembre de 2000 |
| Bulgaria                                                                      | Viernes 12 de enero de 2001     |
| Chile                                                                         | Jueves 28 de diciembre de 2000  |
| Colombia                                                                      | Viernes 10 de noviembre de 2000 |
| Corea del Sur                                                                 | Viernes 23 de febrero de 2001   |
| Croacia                                                                       | Jueves 8 de febrero de 2001     |
| Dinamarca                                                                     | Viernes 9 de febrero de 2001    |
| Ecuador                                                                       | Viernes 8 de diciembre de 2000  |
| Egipto                                                                        | Miércoles 31 de enero de 2001   |
| Emiratos Árabes Unidos                                                        | Miércoles 31 de enero de 2001   |
| Eslovenia                                                                     | Jueves 15 de febrero de 2001    |
| España                                                                        | Viernes 19 de enero de 2001     |
| Estados Unidos · Canadá                                                       | Viernes 20 de octubre de 2000   |
| Estonia                                                                       | Viernes 5 de enero de 2001      |
| Filipinas                                                                     | Miércoles 18 de octubre de 2000 |
| Finlandia                                                                     | Viernes 2 de febrero de 2001    |
| Francia                                                                       | Miércoles 21 de febrero de 2001 |

| País                         | Fecha de estreno                  |
| ---------------------------- | --------------------------------- |
| Grecia                       | Viernes 16 de febrero de 2001     |
| Hong Kong                    | Jueves 30 de noviembre de 2000    |
| Hungría                      | Jueves 14 de diciembre de 2000    |
| India                        | Viernes 29 de diciembre de 2000   |
| Indonesia                    | Miércoles 15 de noviembre de 2000 |
| Islandia                     | Viernes 27 de octubre de 2000     |
| Israel                       | Jueves 15 de febrero de 2001      |
| Italia                       | Viernes 10 de noviembre de 2000   |
| Jamaica                      | Miércoles 29 de noviembre de 2000 |
| Japón                        | Sábado 11 de noviembre de 2000    |
| Letonia                      | Viernes 16 de febrero de 2001     |
| Líbano                       | Jueves 1 de febrero de 2001       |
| Lituania                     | Viernes 23 de marzo de 2001       |
| Malasia                      | Jueves 19 de octubre de 2000      |
| México                       | Viernes 24 de noviembre de 2000   |
| Noruega                      | Viernes 2 de febrero de 2001      |
| Nueva Zelanda                | Jueves 25 de enero de 2001        |
| Países Bajos                 | Jueves 15 de febrero de 2001      |
| Paraguay                     | Viernes 15 de diciembre de 2000   |
| Perú                         | Lunes 25 de diciembre de 2000     |
| Polonia                      | Viernes 29 de diciembre de 2000   |
| Portugal                     | Viernes 15 de diciembre de 2000   |
| Puerto Rico                  | Jueves 26 de octubre de 2000      |
| Reino Unido Irlanda          | Viernes 10 de noviembre de 2000   |
| República Checa · Eslovaquia | Jueves 29 de marzo de 2000        |
| República Dominicana         | Jueves 16 de noviembre de 2000    |
| Rumania                      | Viernes 26 de enero de 2001       |
| Rusia                        | Jueves 21 de diciembre de 2000    |
| Singapur                     | Jueves 26 de octubre de 2000      |
| Sudáfrica                    | Viernes 16 de marzo de 2001       |
| Suecia                       | Viernes 24 de noviembre de 2000   |
| Suiza                        | Miércoles 21 de febrero de 2001   |
| Tailandia                    | Viernes 17 de noviembre de 2000   |
| Taiwán                       | Sábado 18 de noviembre de 2000    |
| Turquía                      | Viernes 2 de febrero de 2001      |
| Uruguay                      | Viernes 17 de noviembre de 2000   |
| Venezuela                    | Miércoles 20 de diciembre de 2000 |

## Taquilla
| \| País \| Recaudación[2] \| \| --------- \| -------------- \| \| Colombia \| $337 886 980 \| \| Brasil \| $8 397 799 \| \| Chile \| $2 379 481 \| \| Argentina \| $1 140 204 \| \| Panamá \| $288 125 \| \| México \| $10 562 \| \| Venezuela \| $93 543 \| |              |
| País | Recaudación  |
| Colombia | $337 886 980 |
| Brasil | $8 397 799   |
| Chile | $2 379 481   |
| Argentina | $1 140 204   |
| Panamá | $288 125     |
| México | $10 562      |
| Venezuela | $93 543      |